# Collezione Caputi
La collezione Caputi è una collezione di ceramiche attiche e magnogreche risalenti al V-III secolo a.C., provenienti dai terreni di Ruvo di Puglia, iniziata dall'arcidiacono Giuseppe Caputi. La collezione rappresenta un importante valore storico poiché oltre un terzo dei vasi è inserito nella raccolta del Corpus Vasorum Antiquorum. Attualmente è di proprietà di Banca Intesa ed è esposta a Palazzo Leoni Montanari.

## Storia
Intorno al 1830 l'arcidiacono Giuseppe Caputi in contemporanea ad altri aristocratici della città di Ruvo quali Giovanni Jatta, incominciò la raccolta dei vasi e delle ceramiche attiche, che provenivano da un unico sepolcreto ed erano costituite da 522 reperti, la sua attività fu continuata anche dal nipote Francesco Caputi Iambrenghi.Sebbene la collezione sia stata iniziata da Giuseppe Caputi, nel cenno storico di Giovanni Jatta egli afferma che durante gli scavi di ampliamento delle cantine di Palazzo Caputi intorno al 1814 furono trovati da Matteo Caputi altri vasi dipinti e una tomba raffiguranti miti greci, l'intero corredo fu venduto all'ambasciatore inglese presso il Regno di Napoli, Sir.William Temple che acquistò un gran numero di reperti provenienti dal territorio di Ruvo donandoli in seguito al British Museum.La collezione fu collocata nell'omonimo palazzo e fu resa fruibile al pubblico. Le ceramiche inoltre nel 1884 furono analizzate dal noto archeologo tedesco Heinrich Heydemann nella monografia denominata "Vase Caputi".
Nel 1920 la collezione fu ceduta dagli eredi al marchese Orazio De Luca Resta imparentato con la famiglia Caputi Iambrenghi, che insieme alla moglie Emanuela Caracciolo dei principi di Castagneto trasferì nell'omonimo palazzo a Piazza Venezia a Roma .Nel 1950 fu acquistata dall'ingegner Giuseppe Torno e successivamente è entrata nel patrimonio di Banca intesa.